# نوعی زیبایی
نوعی زیبایی (به انگلیسی: Some Kind of Beautiful) فیلمی به کارگردانی تام وان محصول سال ۲۰۱۵ است. در این فیلم بازیگرانی همچون پیرس برازنان، سلما هایک، جسیکا آلبا، بن مک‌کنزی، مالکوم مک‌داول، مرین دانجی، مارلی متلین، ایوان سرگئی، لومباردو بویار، فرد ملامد، پال را و سندی مارتین ایفای نقش کرده‌اند.